# 山梨県立都留高等学校
山梨県立都留高等学校（やまなしけんりつつるこうとうがっこう）は、山梨県大月市にある県立高等学校。

## 概要
校名は、万葉時代からの歌枕、甲斐国都留郡の郡名に由来する。それに因んだ折鶴の校章を用いる。
1900年（明治33年）、山梨県で2番目に開校した、郡内（県東部、南・北都留郡と西八代郡の一部）地方唯一の旧制中学校・山梨県立都留中学校と、大正12年創立の高等女学校・山梨県立都留高等女学校とを前身に持つ、山梨県屈指の伝統校である。学園祭は若鶴祭と呼ばれる。
山梨県で小学区制が導入されていた時、名前は都留であるが所在が大月市にあったため都留学区ではなく大月学区に属していた。そのため校名と都市名が同じ都留学区の都留市から受験する場合2001年までは大幅な入学制限があった。但し2002年より単位制を導入したことから大月学区からの指定が外れ、都留市からも大月市との制限なく入学できるようになっている。

## 沿革
- 明治33年（1900年）4月17日 - 山梨県中学校の都留分校として開校後、昭和23年（1948年）に学制改革により山梨県立都留第一高等学校に名称変更された[1]。
- 昭和25年（1950年）4月1日 - 高等学校再編成により山梨県立都留第一高等学校と山梨県立都留第二高等学校を統合して山梨県立都留高等学校を設置した[1]。
- 昭和53年（1980年） - 理数科を設置[1]。
- 平成14年（2002年） - 理数科新規募集を停止し、全クラスを単位制普通科に移行した。平成16年（2004年）に移行完了した[1]。
- 平成17年（2005年） - スーパーサイエンスハイスクール (SSH) の指定を受ける(平成21年度末まで)[2]。
- 平成19年（2007年） - 21世紀枠で春のセンバツ初出場を決める[1]。
- 平成22年（2012年） - 第2期のSSH指定を受ける[2]。

## 制服
男女ともに旧制中学校ないし高等女学校以来のデザインを堅持し、伝統校としての誇りを表現している。着こなしに関する校則も規律を重視して比較的厳しい。
- 男子は、学生服。校章が刻まれた5つのボタンで前を留め、生徒の自分からみて左襟に折り鶴をかたどった校章をつけ、右襟に白いローマ数字の襟文字バッジで学年を表示する。詰襟は、ソフトなラウンドカラーは禁止、プラスチックの白いカラーの装着と、第一ボタンまで常にかけることが求められる。学生服下のYシャツの着用は義務付けられてはいない。
- 女子は、セーラー服。襟とカフスに、白線3本が入る。学年は、襟文字ではなく、校章の色で表示する。スカートは、ひざ丈とされ、短くすることは認められない。冬期には、セーラー服の上に校章入りのセーターの着用が認められる。

なお、山梨県内の高校で女子の制服にセーラー服を指定しているのは本校のほかに山梨英和高校と巨摩高校の3校のみである。
また、山梨県の郡内地方の高校で男子の制服に学生服を指定しているのは本校のほかに富士河口湖高校があったが、2020年度からブレザーに変更されたのに伴い、現在は郡内地方では唯一本校のみとなっている。

## 設置学科
- 全日制課程　普通科
- 定時制課程　普通科

## 所在地
- 山梨県大月市大月2丁目11-20

## 交通
- JR東日本中央本線：大月駅徒歩6分
- 富士山麓電気鉄道富士急行線：上大月（都留高校前）駅徒歩1分

中央本線での通学者は大月駅下車、富士急行線での通学者は上大月駅下車と棲み分けがされている。

## 出身者
- 秋山重友 - 元大月市長
- 天野建 - 元山梨県知事
- 石井由己雄 - 前大月市長
- 海野和三郎 - 天文学者、理学博士
- 大神田正文 - リキッド・オーディオ・ジャパン元社長
- 大谷哲夫 - 仏教学者、第28代駒澤大学総長、東北福祉大学学長
- 小俣雅子 - フリーアナウンサー
- 小林一男 - 声楽家（テノール）、オペラ歌手、音楽教育者
- 小林宏治 - 日本電気代表取締役会長
- 小林甲子郎 - 京王帝都電鉄代表取締役社長
- 小林信保 - 大月市長
- 小林雅英 - プロ野球選手
- 小山昇 - 経営コンサルタント
- 三遊亭小遊三 - 落語家
- 菅谷鈴夏 - NHKアナウンサー
- 西村一孔 - プロ野球選手
- 林家正雀 - 落語家
- 日向誉夫 - 元山梨県教育委員会教育長
- 水越千尋 - 山梨放送アナウンサー
- 矢頭高雄 - プロ野球選手
- 山崎照朝 - 空手家、キックボクサー、格闘技評論家
- 山中伸一 - 元文部科学事務次官